# الباخشي
الباخشي ((بالفارسية: بخشی، رومنة: baxši)) هم موسيقيون تقليديون تركمان. كانوا تاريخيًا مطربين وشوامان، يعملون كمعالجين وشخصيات روحية، ويقدمون أيضًا الموسيقى للاحتفالات بالزفاف والميلاد وغيرها من الأحداث الحياتية الهامة. يغنون إما بدون مصاحبة موسيقية أو مع مصاحبة آلات تقليدية (بشكل رئيسي العود ذو الوترين المسمى دوتار). ترتبط تقليد الباخشي التركمان بشكل وثيق بتقليد عاشيق التركماني الأوسع.